# Remy LaCroix
Remy LaCroix (26 de juny de 1988) és una actriu pornogràfica estatunidenca.

## Carrera
LaCroix va ingressar a la indústria pornogràfica al desembre de 2011, gravant una escena de gang bang para Kink.com. Va treballar durant 6 mesos, per després anunciar el seu retir, citant esgotament. Va continuar treballant en els seus compromisos prèviament adquirits, treballant per al departament de talent de Kink.com i promocionant les seves pel·lícules. Va decidir tornar a rodar noves escenes al novembre de 2012. Abans d'ingressar a la indústria pornogràfica, LaCroix s'exercia com a ballarina especialitzada en dansa amb foc, teles acrobàtiques i dansa amb hula hoop en Burning Man, així com en altres festivals musicals.
En 2013, LA Weekly la va llistar en el dècim posat de la seva llista de "10 estels pornogràfics que podrien ser la propera Jenna Jameson". També figura en el llistat publicat per la CNBC, "The Dirty Dozen: Els estels pornogràfics més populars" en 2013 i 2014.

## Premis

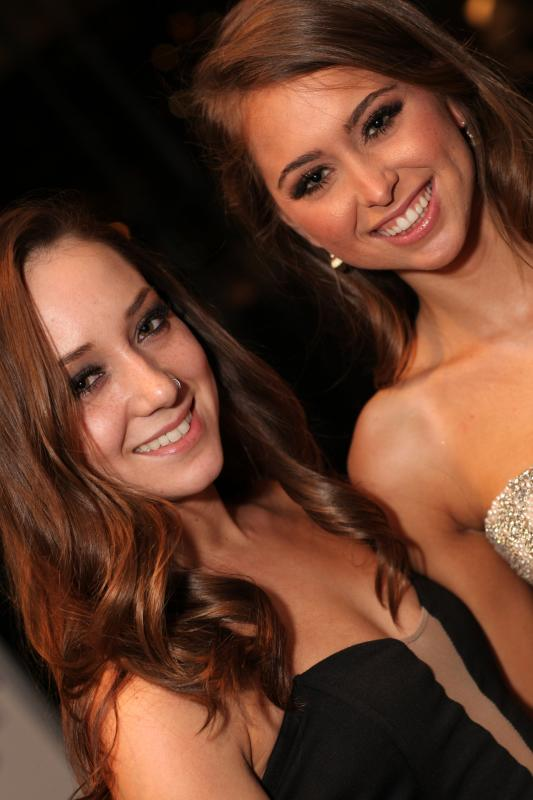
Remy LaCroix amb Riley Reid (dreta), freqüent coestrella i guanyadora en conjunt de diversos premis en 2013 i 2014.

- 2013 − Premi AVN − Best New Starlet.[6][8]
- 2013 − Premi AVN − Best Tease Performance – Remy (amb Lexi Belle).[8]
- 2013 − Premi XBIZ − Best Actress (Couples-Themed Release) – Torn.[9]
- 2013 − Premi XRCO − New Starlet.[10]
- 2013 − Premi XCritic Fans Choice – Best New Starlet[11]
- 2013 − Premi TLA RAW − Best Female Newcomer (juntament amb Riley Reid).[12]
- 2013 – Premi Galaxy – Best New Female Performer (America).[13]
- 2013 – Premi Sex – Porn's Perfect Girl/Girl Screen Couple – (amb Riley Reid).[14]
- 2014 – Premi AVN – Best Actress – The Temptation of Eve[15]
- 2014 – Premi AVN – Best Girl/Girl Sex Scene – Girl Fever (amb Riley Reid)[15]
- 2014 – Premi AVN – Best Three-Way Sex Scene (Girl/Girl/Boy) – Remy 2 (amb Riley Reid i Manuel Ferrara)[15]
- 2014 – Premi XBIZ – Best Actress (Feature Movie) – The Temptation of Eve.[16]